# Asota darsania
Asota darsania är en fjärilsart som beskrevs av Druce 1894. Asota darsania ingår i släktet Asota och familjen nattflyn. Inga underarter finns listade i Catalogue of Life.